# Khalanga
Khalanga (in nepalese खलङ्गा)) è un centro abitato del Nepal situato nel distretto di Jajarkot (Karnali Pradesh) di cui è anche capoluogo.
Fino alla riforma amministrativa del 2015 (attuata nel 2017) era un comitato per lo sviluppo dei villaggi (VDC), l'unione con i VDC di Punama, Bhur e Jagatipur ha dato luogo alla municipalità di Bheri
La città si trova in una zona collinare a circa 1.225 m di altitudine.